# Cédric Mimbala
Cédric Ebewa-Yam Mimbala (* 22. August 1986 in Bonn) ist ein kongolesischer Fußballspieler, der auch die deutsche Staatsangehörigkeit besitzt. Seit 2019 spielt er nur noch im unterklassigen Amateurfußball.

## Karriere
Mimbala, der meist als Innenverteidiger spielt, jedoch auch im defensiven Mittelfeld eingesetzt werden kann, begann seine Karriere beim 1. FC Köln, für dessen Jugendmannschaften er von 1997 bis 1999 spielte. 1999 wechselte er zum Bonner SC, ging aber nach einem Jahr zu dessen Stadtrivalen MSV Bonn. Ab 2002 spielte er eineinhalb Jahre lang für die Jugendmannschaften von PSI Yurdumspor Köln. Danach zog es ihn zu Alemannia Aachen, wo er bis zum Sommer 2005 für die Jugendmannschaften und danach ein halbes Jahr für die zweite Mannschaft spielte. In der Rückrunde der Saison 2005/06 spielte er für den belgischen Zweitligisten KFC Dessel Sport. Zur Saison 2006/07 kehrte er nach Deutschland zurück und spielte eine Saison lang für die SpVgg Bayern Hof. Danach wechselte er zum SC Fortuna Köln, mit dem er in der Saison 2007/08 die Qualifikation zur NRW-Liga schaffte. Zur Saison 2009/10 ging er zur zweiten Mannschaft des FC Schalke 04, mit der er in der Regionalliga West spielte. In der Hinrunde der Saison 2010/11 spielte er für Rot Weiss Ahlen. Ab der Rückrunde trug er das Trikot des SC Genemuiden in der dritten niederländischen Liga. Im April 2011 gab der SC Genemuiden aber bekannt, dass Mimbala den Verein wegen privater Probleme bereits wieder verlassen habe. Am 18. August 2011 gab die SG Sonnenhof Großaspach die Verpflichtung von Mimbala für eine Saison bekannt, dieser Vertrag wurde am 23. Dezember 2011 von Mimbala aufgelöst. Im Januar 2012 wechselte er zum rheinland-pfälzischen Oberligisten SV Roßbach/Verscheid. In der Saison 2012/13 stand er zunächst beim FC 08 Homburg unter Vertrag, verließ den Verein jedoch im August wieder und unterschrieb im Oktober 2012 einen Vertrag beim VfR Mannheim bis zum Saisonende. Im Sommer 2013 schloss er sich dem Regionalligisten SVN Zweibrücken an.
Im Juli 2014 wechselte Mimbala zu Energie Cottbus. Er unterschrieb beim Drittligisten einen Vertrag bis 2015, erhielt die Rückennummer 4 und verlängerte seinen Vertrag im Laufe der ersten Saison bis 2016. In Cottbus avancierte Mimbala zum Publikumsliebling bekam von den Fans den Spitznamen „Maschine“ verpasst.
Im Januar 2016 kehrte er zum Ligakonkurrenten SC Fortuna Köln zurück. In der Winterpause der Saison 2017/18 teilte ihm Trainer Uwe Koschinat mit, dass er nicht mehr mit ihm plane und er sich einen neuen Verein suchen muss.
Zu Ende der Transferperiode am 31. Januar 2018 unterschrieb Mimbala einen Vertrag bis Saisonende beim KSV Hessen Kassel. Zu Beginn der Saison 2018/19 zog es ihn zu Wormatia Worms, wo sein Vertrag im Januar 2019 allerdings wieder aufgelöst wurde. Etwa zwei Wochen später gab der Amateurverein BC Sport Kassel die Verpflichtung des Ex-Profis bekannt. Auch BC Sport verließ Mimbala wieder nach etwas mehr als einem halben Jahr und schloss sich dem FSV Bergshausen an, wo er bis Januar 2021 blieb. Nach einem kurzen Intermezzo ohne Pflichtspieleinsatz bei der TuSpo Rengershausen wechselte er zur Saison 2021/22 zum Verbandsligisten Lichtenauer FV.
Im Januar 2024 verließ Mimbala die Region Kassel. Seitdem spielt er für Kurdistan Düren.

## Privates
Im Juli 2019 gab Mimbala ein Interview für das Fußballmagazin „11 Freunde“, in dem er sich öffentlich zu seiner langjährigen Spielsucht bekannte.